# Phường 13, Phú Nhuận
Phường 13 là một phường thuộc quận Phú Nhuận, Thành phố Hồ Chí Minh, Việt Nam.

## Địa lý
Phường 13 nằm ở phía tây nam quận Phú Nhuận, có vị trí địa lý:
- Phía đông giáp Phường 11
- Phía tây giáp quận Tân Bình
- Phía nam giáp Quận 3
- Phía bắc giáp Phường 10.

Phường có diện tích 0,29 km², dân số năm 2022 là 17.606 người,  mật độ dân số đạt 49.331 người/km²

## Hành chính
Phường 13 được chia thành 8 khu phố đánh số từ 1 đến 8 với 88 tổ dân phố.

## Lịch sử
Trước năm 1975, địa bàn Phường 13 hiện nay là ấp Tây Ba thuộc xã Phú Nhuận, quận Tân Bình, tỉnh Gia Định.
Sau khi miền Nam giải phóng, thành phố Sài Gòn - Gia Định được thành lập, xã Phú Nhuận được tách ra khỏi quận Tân Bình để thành lập quận Phú Nhuận thuộc thành phố Sài Gòn - Gia Định. Lúc này, ấp Tây Ba cũng được đổi thành phường Tây Ba thuộc quận Phú Nhuận. Tuy nhiên, đến năm 1976, phường Tây Ba giải thể và chia thành hai phường mới thuộc quận Phú Nhuận là Phường 13 và Phường 14.
Ngày 9 tháng 12 năm 2020, Ủy ban thường vụ Quốc hội ban hành Nghị quyết 1111/NQ-UBTVQH14 về việc sắp xếp các đơn vị hành chính cấp huyện, cấp xã và thành lập thành phố Thủ Đức thuộc Thành phố Hồ Chí Minh (nghị quyết có hiệu lực từ ngày 1 tháng 1 năm 2021). Theo đó, sáp nhập toàn bộ 0,15 km² diện tích tự nhiên và 7.172 người của Phường 14 vào Phường 13.